# Свещена Илирия
Свещената Илирия (на латински: Illyricum sacrum) е деветтомна история на Католическата църква на Балканите, излязла на латински език в периода от 1751 до 1819 г. с додатки и изправки от 1909 г.

## Томове
1. Том 1 – История на Салона (1751)
2. Том 2 – История на Салона (1753)
3. Том 3 – История на Сплитската надбискупия (1765)
4. Том 4 – История на сплитските суфрагански бискупии в Далмация и Босна: Биоград, Скрадин, Босна, Кръбава, Модруш, Сен, Оточац, Дувно, Макарска, Нин, Хвар, Книн, Трогир и Шибеник (1769)
5. Том 5 – История на Задарската бискупия и нейните суфрагани: Осор, Раб, Крък, Сисак и Загреб (1775)
6. Том 6 – История на Дубровнишката бискупия и нейните суфрагани: Требине, Мръкан, Захумле, Стон, Корчула, Рисан и Котор (1800)
7. Том 7 – История на католическата църква в Дукля, Бар, Драч и останалите арбанашки бискупии, вкл. Срем (1817)
8. Том 8 – История на католическата църква в България: Скопие, София, Девня, Охрид, Велико Търново и другаде. (1819)
9. Том 9 – Додатки и изправки във вече излезлите 8 тома от периода 1901 – 1909 г. (1909)